# Római Királyság
Az ókori Római Királyság az ókori Róma első korszaka a köztársaság és a császárság előtt, mely két szakaszra tagolódik: preetruszk korra, más néven a latin–szabin parasztkirályok korára (Kr. e. 753 – Kr. e. 616), valamint az etruszk uralom időszakára (Kr. e. 616 – Kr. e. 510). A preetruszk – vagyis etruszk előtti – kor népessége főleg állattartással, pásztorkodással és vadászattal foglalkozott. Az etruszk korban jelentős gazdasági–társadalmi változások mentek végbe, Róma etruszk típusú városállammá fejlődött.

## Róma hét királya
Róma megalapításától a köztársaság koráig a mondai hagyomány szerint Rómának hét királya volt.
| N  | Név                        | Élete (hagyományosan)   | Uralkodása (hagyományosan) | Származása |
| -- | -------------------------- | ----------------------- | -------------------------- | ---------- |
| 1. | Romulus                    | Kr. e. 771 – Kr. e. 716 | Kr. e. 753 – Kr. e. 716    | latin      |
| 2. | Numa Pompilius             | Kr. e. 753 – Kr. e. 674 | Kr. e. 715 – Kr. e. 674    | szabin     |
| 3. | Tullus Hostilius           | Kr. e. 710 – Kr. e. 642 | Kr. e. 673 – Kr. e. 642    | latin      |
| 4. | Ancus Martius              | Kr. e. 676 – Kr. e. 617 | Kr. e. 642 – Kr. e. 617    | szabin     |
| 5. | Lucius Tarquinius Priscus  | ? – Kr. e. 579          | Kr. e. 616 – Kr. e. 579    | etruszk    |
| 6. | Servius Tullius            | ? – Kr. e. 535          | Kr. e. 578 – Kr. e. 535    | etruszk    |
| 7. | Lucius Tarquinius Superbus | ? – Kr. e. 496          | Kr. e. 535 – Kr. e. 510    | etruszk    |

Az első négy király uralkodását minden ízében legendák szövik át, az etruszk Tarquinius-dinasztia uralma azonban történelmi tény: Róma az etruszk időszakban lépett át a mondák világából a történelmi időbe.
|                                                    |                                                    |                                                    |                                                    | Numa Pompilius                                     |                                                    |                           |                           |                            |                            |                            |                            |                            |                            |                   |                   |                   |                   |        |        |                 |                 |                 |                 |                 |                 |
|                                                    |                                                    |                                                    |                                                    |                                                    |                                                    |                           |                           |                            |                            |                            |                            |                            |                            |                   |                   |                   |                   |        |        |                 |                 |                 |                 |                 |                 |
|                                                    |                                                    |                                                    |                                                    | Pompilia                                           | Pompilia                                           | Pompilia                  | Pompilia                  | Pompilia                   | Pompilia                   |                            |                            | Marcus                     | Marcus                     | Marcus            | Marcus            | Marcus            | Marcus            |        |        |                 |                 |                 |                 |                 |                 |
|                                                    |                                                    |                                                    |                                                    | Pompilia                                           | Pompilia                                           | Pompilia                  | Pompilia                  | Pompilia                   | Pompilia                   |                            |                            | Marcus                     | Marcus                     | Marcus            | Marcus            | Marcus            | Marcus            |        |        |                 |                 |                 |                 |                 |                 |
|                                                    |                                                    |                                                    |                                                    |                                                    |                                                    |                           |                           |                            |                            |                            |                            |                            |                            |                   |                   |                   |                   |        |        |                 |                 |                 |                 |                 |                 |
|                                                    |                                                    |                                                    |                                                    |                                                    |                                                    |                           |                           | Ancus Martius              |                            |                            |                            |                            |                            |                   |                   |                   |                   |        |        |                 |                 |                 |                 |                 |                 |
|                                                    |                                                    |                                                    |                                                    |                                                    |                                                    |                           |                           |                            |                            |                            |                            |                            |                            |                   |                   |                   |                   |        |        |                 |                 |                 |                 |                 |                 |
|                                                    |                                                    |                                                    |                                                    |                                                    |                                                    |                           |                           |                            |                            |                            |                            |                            |                            |                   |                   |                   |                   |        |        |                 |                 |                 |                 |                 |                 |
|                                                    |                                                    |                                                    |                                                    | Démaratosz                                         |                                                    |                           |                           |                            |                            |                            |                            |                            |                            |                   |                   |                   |                   |        |        |                 |                 |                 |                 |                 |                 |
|                                                    |                                                    |                                                    |                                                    |                                                    |                                                    |                           |                           |                            |                            |                            |                            |                            |                            |                   |                   |                   |                   |        |        |                 |                 |                 |                 |                 |                 |
|                                                    |                                                    |                                                    |                                                    | Lucius Tarquinius Priscus                          | Lucius Tarquinius Priscus                          | Lucius Tarquinius Priscus | Lucius Tarquinius Priscus | Lucius Tarquinius Priscus  | Lucius Tarquinius Priscus  |                            |                            | Tanaquil                   | Tanaquil                   | Tanaquil          | Tanaquil          | Tanaquil          | Tanaquil          |        |        | Servius Tullius | Servius Tullius | Servius Tullius | Servius Tullius | Servius Tullius | Servius Tullius |
|                                                    |                                                    |                                                    |                                                    | Lucius Tarquinius Priscus                          | Lucius Tarquinius Priscus                          | Lucius Tarquinius Priscus | Lucius Tarquinius Priscus | Lucius Tarquinius Priscus  | Lucius Tarquinius Priscus  |                            |                            | Tanaquil                   | Tanaquil                   | Tanaquil          | Tanaquil          | Tanaquil          | Tanaquil          |        |        | Servius Tullius | Servius Tullius | Servius Tullius | Servius Tullius | Servius Tullius | Servius Tullius |
|                                                    |                                                    |                                                    |                                                    |                                                    |                                                    |                           |                           |                            |                            |                            |                            |                            |                            |                   |                   |                   |                   |        |        |                 |                 |                 |                 |                 |                 |
|                                                    |                                                    |                                                    |                                                    |                                                    |                                                    |                           |                           |                            |                            |                            |                            |                            |                            |                   |                   |                   |                   |        |        |                 |                 |                 |                 |                 |                 |
| Tarquinia                                          | Tarquinia                                          | Tarquinia                                          | Tarquinia                                          | Tarquinia                                          | Tarquinia                                          |                           |                           | Lucius Tarquinius Superbus | Lucius Tarquinius Superbus | Lucius Tarquinius Superbus | Lucius Tarquinius Superbus | Lucius Tarquinius Superbus | Lucius Tarquinius Superbus |                   |                   | Tullia            | Tullia            | Tullia | Tullia | Tullia          | Tullia          |                 |                 |                 |                 |
| Tarquinia                                          | Tarquinia                                          | Tarquinia                                          | Tarquinia                                          | Tarquinia                                          | Tarquinia                                          |                           |                           | Lucius Tarquinius Superbus | Lucius Tarquinius Superbus | Lucius Tarquinius Superbus | Lucius Tarquinius Superbus | Lucius Tarquinius Superbus | Lucius Tarquinius Superbus |                   |                   | Tullia            | Tullia            | Tullia | Tullia | Tullia          | Tullia          |                 |                 |                 |                 |
|                                                    |                                                    |                                                    |                                                    |                                                    |                                                    |                           |                           |                            |                            |                            |                            |                            |                            |                   |                   |                   |                   |        |        |                 |                 |                 |                 |                 |                 |
| Lucius Iunius Brutus Róma 1. konzulja (Kr. e. 509) | Lucius Iunius Brutus Róma 1. konzulja (Kr. e. 509) | Lucius Iunius Brutus Róma 1. konzulja (Kr. e. 509) | Lucius Iunius Brutus Róma 1. konzulja (Kr. e. 509) | Lucius Iunius Brutus Róma 1. konzulja (Kr. e. 509) | Lucius Iunius Brutus Róma 1. konzulja (Kr. e. 509) |                           |                           |                            |                            |                            |                            | Sextus Tarquinius          | Sextus Tarquinius          | Sextus Tarquinius | Sextus Tarquinius | Sextus Tarquinius | Sextus Tarquinius |        |        |                 |                 |                 |                 |                 |                 |

## Róma alapításának mondája
Romulus és Remus ősi mondája a következőképpen beszéli el Róma keletkezését:
A trójai Aineiasz hajón érkezett Karthágóba, ahol megismerkedett Didóval, akit feleségül is vett, majd Italiába utaztak és ott letelepedtek. Megalapították Alba Longa városát egy dombháton, az Albanus hegy alatt. Utódai itt 300 évig uralkodtak.
A következő ismert uralkodó, Proca, akinek két fia harcolt a hatalomért: Numitor és Amulius. Numitor, mint elsőszülött fiú lett volna a hatalom örököse, de öccse Amulius megfosztotta őt a hatalomtól, fiát megölte, de megkímélte Numitor leányát, Rea Silviát, akit Vesta papnőjévé (Vesta szűz) tett, így elvileg nem lehetett volna gyereke.
Azonban a szűzleány teherbeejtéséről maga Mars isten gondoskodott (szűznemzéssel), és a nász gyümölcse két kisfiú lett. Amulius tudomást szerzett az ikrek születéséről, s parancsot adott a megölésükre. Szolgái azonban egy kosárba helyezték őket, és a Tiberis folyóra bízták. Az áradás a csecsemőket partra sodorta, miután egy anyafarkas és egy harkály megtalálta őket, s a farkas szoptatni kezdte őket, amíg Faustulus, a fejedelmi nyájak pásztora rájuk nem talált, és feleségének, Acca Laurentiának gondjaira bízta őket.
A fiúk a Romulus és Remus nevet kapták, szép nagyra nőttek, és a Quinctiliusok és Fabiusok törzsének vezetői lettek.
E két törzs segítségével Amuliust letaszították a hatalomból, visszatették a helyére Numitort, aki egy földet ajándékozott nekik, és itt a két hős megalapította Rómát. Az ókori rómaiak ettől a pillanattól (Ab urbe condita) számították történelmüket.
Romulus és Remus között megindult a versengés az új település vezetéséért, és végül Celer, Romulus barátja vagy talán maga Romulus megölte Remust, amikor az átugrotta a város szent és sérthetetlen falait. Így Romulus egyeduralkodóként Róma első királyává vált.
Egy szomszéd törzzsel, a szabinokkal előbb harcba keveredett, de mivel az új településen a férfiak voltak többségben, és nagy nőhiány volt, a rómaiak kénytelen-kelletlen rokonilag is szövetkeztek a rivális törzzsel (a szabin nők elrablása). Ezután Romulus közösen uralta Rómát társuralkodójával, Titus Tatiusszal, a szabin törzsfővel.
Öt év közös uralkodás után a laurentumiak megölték Titus Tatiust, utána Romulus 32 évig egyedül uralkodott. Királyi uralkodásának úgy lett vége, hogy egy katonai szemle alkalmával az ég elsötétült, és Romulust Mars isten az égbe vitte. A kétkedő utókor azonban inkább arra gyanakszik, hogy Romulus zsarnokká vált, emiatt a főurak (szenátorok) megölték, és titokban eltemették.

## Róma alapítása a történettudomány szerint
Az irodalmi hagyomány: A város alapítását a korai római történetírók különböző időpontokra tették. Quintus Fabius Pictor szerint Kr. e. 747-ben, Cincius Alimentus szerint Kr. e. 728-ban alapították Rómát. A Kr. e. 753. április 21-ei dátumot a Kr. e. 1. századi tudós, Marcus Terentius Varro állapította meg, s ez vált hagyománnyá. Ezt az évszámot, nem mint az alapítás, hanem mint az urbanizációs folyamat kezdetét a modern kutatás is elfogadja, hiszen a római királyság fennállásáról árulkodó első régészeti leletek ebből az időszakból származnak.
A régészeti források szerint az Alba Longából érkezett latinok először a Palatinus-hegy két emelkedésén, a Palatiumon és a Cermaluson telepedtek meg, majd benépesítették a többi magaslatot is. Az ásatásokon feltárt kunyhómaradványok, vízgyűjtő medencék és a tárgyi emlékek alapján valószínűsítik, hogy itt jött létre az ősi város magja, a Roma Quadrata.
A Viminalis dombon vegyes népesség, a Quirinalis dombon a szabinok települtek le. Először az Esquilinius és a Caelius domb latin falvai léptek egymással szövetségre, majd hozzájuk csatlakoztak a Viminalis, Quirinalis domb falvai is. A Palatinus lakóival való egyesülésükkel lényegében befejeződött Róma várossá szerveződése. Az Aventinus domb (a plebejusok lakóhelye) akkor még nem tartozott az Urbshoz, a Capitolinusnak pedig szakrális szerepe volt.
A szabin nők elrablásának mondája tulajdonképpen ezeknek a szerződéskötéseknek az emlékét őrzi. Mind a szabinok, mind a latinok exogám nemzetségben éltek, tehát a férfiak más nemzetségből választottak feleséget. A hagyomány szerinti lányrablással fűszerezett házasság a két nemzetség közötti szálakat erősítette.

## A preetruszk időszak (Kr. e. 753–616)

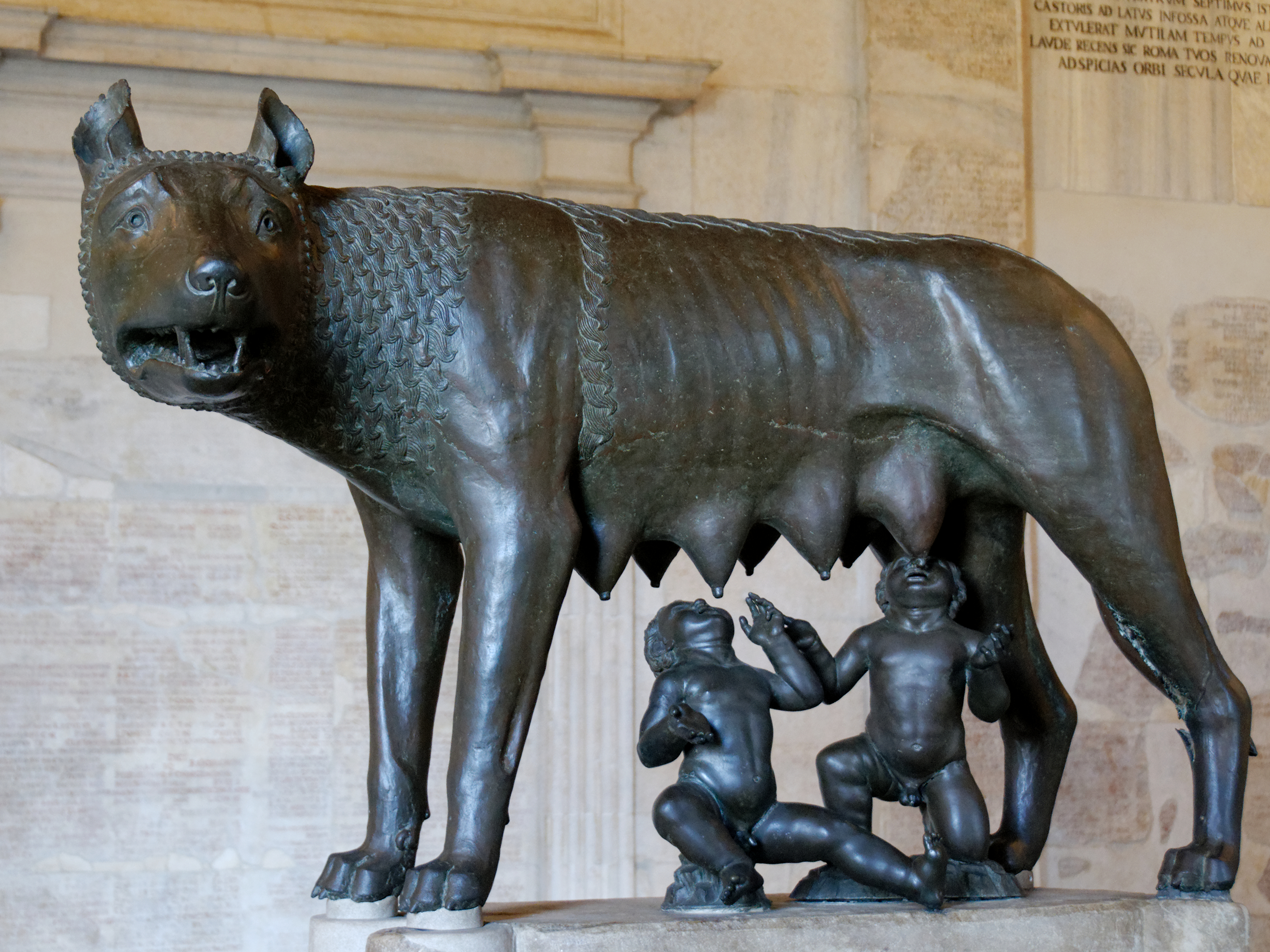
Romulus és Remus

Források hiányában a tárgyalt időszakról nagyrészt feltételezésekre vagyunk kénytelenek hagyatkozni, ugyanis a későbbi római mondairodalom és történetírás az aktuálpolitikai céljainak megfelelően igyekezett bemutatni az eseményeket.
Róma népe az etruszk uralom előtt törzsi–nemzetségi szervezetben élt. A király (rex), aki hatalmát az isteneknek köszönhette, volt a legfőbb hadseregparancsnok, pap és bíró. Tanácsadó testülete a nemzetségek vezetőiből (patres gentium) álló öregek tanácsa, a Senatus (senes = öregek), ill. a papság (pontifices) volt. A királyság nem volt örökletes, a király halála után az új király megválasztásáig (interregnum) a senatus tagjai mint interrexek gyakorolták a hatalmat.
Az új király kijelölésében a papságnak volt fontos szerepe: madárjóslással (auspicium), illetve béljóslással (haruspicium) igyekeztek kitudni az istenek szándékát.

## Az etruszk uralom időszaka (Kr. e. 616–510)
A királyság korának második szakaszában Róma gazdaságilag felvirágzott, bevezették a pénzgazdálkodást is. A gentiles és clientes mellett egyre nagyobb szerepet kapott az államban a nemzetségi szervezeten kívül álló kereskedő, kézműves, földműves réteg, a plebs-hez (= tömeg) tartozó úgynevezett plebejusok, míg a patriciusok (nemesség) háttérbe szorultak, és – mint a római hagyományokból kitűnik – nem támogatták az etruszk uralkodókat.
Az etruszk királyok központosító törekvései nyomán a Senatus és a Comitia Curiata működése szünetelt, és csak a köztársaság korában újult fel. A patríciusok befolyásának ellensúlyozására nemzetségi alapú curiák helyett területi elvű felosztást (tribusokat) vezettek be, melyek már nemcsak a nemzetségtagokat és a clienseket, hanem a plebset is magukba foglalták. 4 városi és 16 vidéki tribus alapján történt az adózás, illetve a sorozás.
Az ókori hagyomány Servius Tulliushoz köti az alkotmányreformot – ennek történeti hitelességét ma több kutató vitatja. Valószínűsítik, hogy az etruszk királyok katonai célú társadalmi reformot hajtottak végre, s ennek során a férfilakosságot négy csoportba osztották vagyoni helyzetük alapján: lovasságra, nehéz-, ill. könnyűfegyverzetűekre és katonai szolgálatot nem teljesítőkre. A valójában a Kr. e. 5. század végére kiteljesedő timokratikus alkotmány, az úgynevezett „tulliusi alkotmány” alapján történt később a sorozás, és létrejött egy új népgyűlés, az ennek alapján szerveződő Comitia Centuriata. A timokratikus alkotmány 5 vagyoni cenzuson alapuló classis (osztály) alapján 193 centuriába (századba) sorolta a római polgárokat. (80 nehézfegyverzetű, 90 könnyűfegyverzetű és ezeken felül öt „infra classem" (osztályon aluli), szolgálatot nem teljesítő centuria: 2-2 a kézműveseké és zenészeké, illetve 1 a vagyontalanoké (proletarii). Nem tartoztak ebbe a besorolásba a lovasság 18 centuriáját adók, akik azonban a legmódosabbak közül kerültek ki.)
Minden classishoz meghatározott számú centuria tartozott, ezáltal a tulliusi alkotmány garantálta a vagyonosabb rétegek fölényét: az elsőt 80 kis létszámú, a következő hármat 20–20 nagyobb, az ötödiket pedig 30 népes egység alkotta. A szavazás a vagyoni osztályoknak megfelelő sorrendben történt, és minden centuriának egy szavazata volt. Mivel a lovasságot a leggazdagabbak adták, az ő 18 centuriájuk szavazata mindig a 90 nehézfegyverzetű csapattestével egyezett, így fölénybe kerültek az összesen 90 szegényebb centuriával szemben.
A centuriák fele 46 év alattiakból (iuniores)' – ők mentek a háborúba –, fele pedig 60 év alattiakból (seniores) állt – ők maradtak otthon védekezni. Ez a timokratikus alkotmány – módosításokkal – szinte a köztársaságkor végéig fennmaradt.
Lucius Tarquinius Superbus (Lucius Tarquinius Priscus király fia), a hetedik király a görög türanniszok vonásait mutatta (superbus = gőgös). Őt a patrícius nemesség i. e. 510-ben megfosztotta hatalmától, és száműzték a teljes királyi családot (refugium). Ami ezután következett, az már a Római Köztársaság története.

## Társadalom a királyok korában
A római hagyomány szerint a királykori társadalom három tribusra (Tities, Ramnes, Luceres), harminc curiára (coviria = férfiak közössége) és háromszáz gensre (nemzetségre) tagolódott, mely felosztást még maga Romulus hozta létre. A nemzetségek az egy-egy „atyától”, ősapától (pater) való leszármazás szerint szerveződtek, és teljes jogú tagnak csakis az atyák leszármazottai, a patríciusok (patricii) számítottak. A nemzetséghez tartoztak cliensek (engedelmeskedők) is, akik legyőzött népekből vagy a gens nyújtotta védelem fejében önként behódolt szabadokból kerültek ki. A curiák szervezete a gens szerinti felosztásra épült, de egyben keresztezte is azt (erre utal, hogy egyes curiák valamelyik gens nevét viselték, mások valamilyen helyi nevet). A curia élén a curio állt. A népgyűléseken (Comitia Curiata) csak a nemzetségek tagjai (gentiles) hozhattak határozatot (de cliensek is jelen lehettek). A curiák gyűlésének nem volt valódi beleszólása az államvezetésbe, csak jóváhagyási joga volt a király és a Senatus által hozott döntésekben. 10 curia alkotott egy tribust, s minden tribus 100 lovaskatonát és 10 század gyalogost küldött a hadseregbe.

## Hexametera hét királyról
Romulus ant[e] omnes, post hunc Numa, Tullus et Ancus,
Tarquinius Priscus, (dein) Servius atque Superbus.[forrás?]